# Vittras visor
Vittras visor är den svenska vissångerskan Turids debutalbum, utgivet på Silence Records (SRS 4609) 1971.
Inspelningen skedde i februari till mars 1971 i Nacka aula och Decibel studio. Ljudtekniker var Anders Lind och Göran Freese, mixning Anders Lind. Albumet gavs ursprungligen ut på LP. Albumet har endast återutgivits på CD i Japan 2019.

## Låtlista
Samtliga låtar skrivna av Turid Lundqvist, om annat inte anges.
Sida A
1. "Song" - 4:32
2. "Nyckelbanepigevisa" - 1:22
3. "To the Children of Song My" (text: Susie Heine, musik: Kenny Håkansson) - 5:24
4. "Going to Prison" - 3:00
5. "Vittras vaggvisa" (trad., svensk text: Turid Lundqvist) - 3:53

Sida B
1. "Chrystal Shade of Loneliness" (text: Jan Hammarlund, musik: Turid Lundqvist) - 2:45
2. "Problemvisa" - 1:37
3. "Sometimes I Think Age Is a Treasure "- 3:52
4. "Play Macabre" - 3:26
5. "Flowers" - 2:34
6. "Palles låt" (Palle Danielsson) - 1:50

## Medverkande
- Turid Lundqvist - akutisk gitarr och sång
- Palle Danielsson - bas
- Greg FitzPatrick - ezra
- Kenny Håkansson - akustisk och elektrisk gitarr
- Björn J:son Lindh - piano, orgel och flöjt
- Joakim Skogsberg - mungiga

### Fotnoter
1. 1 2 3  ”Turid Lundqvist”. Svensk mediedatabas. http://smdb.kb.se/catalog/search?q=turid+lundqvist&sort=OLDEST. Läst 26 januari 2013.
2. ↑  ”Turid – Vittras Visor” (på engelska). Discogs. https://www.discogs.com/release/14593458-Turid-Vittras-Visor. Läst 2 april 2024.